# Bauke
Bauke is een voornaam die afkomstig is uit het Fries en is afgeleid van het woord badu (sterk). Andere vormen zijn Bouke, en voor meisjes: Baukje, Boukje. Enige verwantschap is er ook met Boudewijn.
Bekende mensen met de naam Bauke, Bouke, Baukje of Boukje:
- Bouke (zanger) - zanger met de naam Bouke
- Bauke Bies -  Nederlands dammer
- Bauke Jonkman - schaatser
- Baukje Galama - burgemeester van Vlieland
- Bauke Mollema - wielrenner
- Bauke Muller - bridgespeler
- Bauke Roolvink - politicus
- Bauke Vaatstra - vader van Marianne Vaatstra
- Bauke van Hout - Nederlands politicus
- Bouke Benenga - zwemmer en waterpoloër
- Bouke Beumer - politicus en econoom
- Bouke Draaisma - voetbalscheidsrechter
- Bouke Jagt (1929) - Nederlandse schrijver/dichter
- Bouke Jagt (1942) -  Nederlandse schrijver, dichter, schilder en jurist
- Bouke Koning - Nederlandse verzetsstrijder tijdens de Tweede Wereldoorlog
- Bouke van der Kooij - Nederlands ondernemer en voormalig politicus